# Cervecería de Baja California
Cervecería de Baja California er et mexikansk bryggeri som befinder sig i Mexicali. Bryggeriet blev stiftet i 2002, og er kendt for en øl der hedder Cerveza Cucapá.

## Ølmærker
- Cucapá Clasica
- Cucapá Obscura
- Cucapá Chupacabras Pale Ale
- Cucapá Trigueña
- Cucapá Honey
- Cucapá Jefe
- Cucapá Mestiza

## Links
- Cerveza Cucapá